# Wadym Sływczenko
Wadym Mykołajewycz Sływczenko, ukr. Вадим Миколайович Сливченко (ur. 28 marca 1970 w Charkowie, Ukraińska SRR) – ukraiński hokeista, reprezentant Ukrainy, olimpijczyk.

## Kariera
- Sokił Kijów (1992)
- Chatham Wheels (1992-1993)
- Greensboro Monarchs (1993)
- Wheeling Thunderbirds (1993-1995)
- Houston Aeros (1995-1996)
- Wiener EV (1996-1999)
- Färjestad BK (1999-2000)
- Hammarby IF (2000)
- Wheeling Nailers (2000)
- Schwenninger Wild Wings (2000-2001)
- Frankfurt Lions (2001-2002)
- Schwenninger Wild Wings (2002-2003)
- EHC Freiburg (2003-2004)
- Krefeld Pinguine (2004-2005)
- Eispiraten Crimmitschau (2005-2007)
- Wheeling Nailers (2007-2008)

Hokeja uczył się w rodzinnym Charkowie. W trakcie kariery występował w Superlidze rosyjskiej, amerykańskich ligach Chicago Outdoor Hockey League (CoHL), ECHL, IHL, lidze austriackiej, szwedzkiej pierwszej i drugiej lidze, niemieckiej Deutsche Eishockey Liga, 2. Bundeslidze i Oberlidze. Nie grał w lidze ukraińskiej.
W barwach Ukrainy uczestniczył w turniejach mistrzostw świata 1999 (Grupa A), 2001 (Elita) oraz zimowych igrzysk olimpijskich 2002.

## Sukcesy
Klubowe
- Srebrny medal mistrzostw Austrii: 1999 z Wiener EV

Indywidualne
- ECHL 1994/1995:
  - Pierwszy skład gwiazd
  - Najbardziej Wartościowy Zawodnik (MVP)